# O Homem Mosca
Safety Last! (bra/prt: O Homem Mosca) é um filme mudo estadunidense de 1923, dos gêneros comédia romântica e suspense, dirigido por Fred C. Newmeyer e Sam Taylor e com atuação de Harold Lloyd.